# Огневой (эсминец)
Эскадренный миноносец «Огневой» — головной корабль и единственный представитель ЭМ проекта 30, известного так же как тип «Огневой» (код НАТО — «Ognevoy»). Был построен для Советского Военно-Морского Флота в 1940-х годах.

## История
Эскизный проект ЭМ «Огневой» был утвержден 14 августа 1939 года, и уже 20 августа 1939 года он был заложен на заводе № 200 (ССЗ им. 61 Коммунара) в Николаеве под стапельным номером 1086. 9 ноября 1940 года ЭМ «Огневой» был спущен на воду.
С началом Великой Отечественной войны строительство было прекращено, и с 13 по 17 августа 1941 года «Огневой», в недостроенном состоянии, был отбуксирован из Николаева в Севастополь. Решение было принято практически перед самым подходом к городу немецких войск. Недостроенный эсминец «Огневой» решено было использовать для эвакуации семей рабочих и служащих заводов. Для этого на корабле были оборудованы временные жилые помещения. Смонтированная также 76-мм зенитная установка (одна двухорудийная 76,2-мм зенитная артиллерийская установка 39-К) и опытный орудийный расчёт спасли корабль и всех, кто на нём находились, от звена немецких «юнкерсов», встреченных на курсе до Севастополя. При этом зенитчики сбили один из атаковавших бомбардировщиков.
Впоследствии ЭМ был отбуксирован в Поти, а осенью 1943 года в Батуми на достроечную базу СМЗ (акватория достроечной базы 201-го завода). 20 апреля 1944 года достроечные работы были завершены и 1 мая 1944 года корабль начал швартовые испытания. Весь комплекс испытаний (заводских, ходовых и государственных), которые были совмещены, корабль окончил к 17 февраля 1945 года и 22 марта 1945 года «Огневой» поднял военно-морской флаг. 8 апреля 1945 года вступил в состав Краснознамённого Черноморского флота.
Эскортировал 19 августа 1947 года из Ялты в Сочи крейсер «Молотов» с И. В. Сталиным и заместителем председателя Совета Министров СССР А. Н. Косыгиным на борту. «Молотов» шёл под флагом Главкома ВМС И. С. Юмашева в сопровождении эсминцев «Огневой» и «Лихой» (бывший «Регедже Фердинанд I»).
17 февраля 1956 года ЭМ «Огневой» был выведен из боевого состава, разоружён и переформирован в корабль-цель. В связи с этим, 27 декабря 1956 года «Огневой» был переименован в «ЦЛ-2».
13 октября 1958 года «Огневой» был расформирован окончательно и 20 октября исключён из списков ВМФ.

### Переименования
- До 16 мая 1941 года — «Опасный».
- C 16 мая 1941 года по 27 декабря 1956 года — «Огневой».
- После 27 декабря 1956 года — корабль-цель «ЦЛ-2».

## Параметры и технические данные
Основным направлением развития эскадренных миноносцев проекта 30 явилось повышение боевой устойчивости, прочности, мореходности и увеличения дальности плавания.

### Корпус
Прочность и эксплуатационная надежность корпуса были повышены за счёт усиления основных связей продольного набора (палубного стрингера, ширстрека, горизонтального киля) и утолщения в некоторых районах наружной обшивки.
Для улучшения мореходных качеств был поднят надводный борт в носу.

### Энергетическая установка
На эсминце проекта 30 были устанавлены новые турбозубчатые агрегаты. Количество главных котлов и их производительность были сохранены по проекту 7-У.
Мощность электроэнергетической установки была увеличена. На корабле было размещено два турбогенератора по 100 кВт в машинных отделениях и два дизель-генератора по 50 кВт в котельных отделениях.
Из-за отсутствия в Батуми дока, гребные винты и руль на эсминец были установлены водолазами АСС ЧФ.

### Вооружение
На эсминце проекта 30 артиллерия ГК, в составе четырёх 130-мм орудий, находилась в двух двухорудийных башнях, расположенных в носу и корме корабля. Зенитная артиллерия калибра 76,2 мм состояла из одной спаренной башенной установки. Такое размещение артиллерии улучшало её обслуживание в штормовых условиях, обеспечивало защиту личного состава и материальной части от атак авиации и поражения осколками от снарядов и бомб.
На «Огневом» было установлено артиллерийское вооружение главного калибра в составе двух 130-мм двухорудийных башенных установок Б-2ЛМ, демонтированное с погибшего лидера«Ташкент». Восстановление орудий производилось на артремзаводе № 232.
Зенитная башня «39-К» была получена с флотских складов, после полутора лет использования в полевых условиях. Данная установка была на вооружении 251-го отдельного подвижного Новороссийского артдивизиона под командованием майора М. Рожковского.
- Артиллерийские комплексы
  - Две 130-мм орудийных спаренных башенных установки с РЛС управления огнём «Редан-2»[8];
- Торпедно-минное вооружение
  - Два трёхтрубных 533-мм торпедных аппарата;
- Зенитно-ракетный комплекс
  - Одна двухорудийная 76,2-мм зенитная артиллерийская установка 39-К;
  - Шесть 37-мм автоматических зенитных артустановок 70-К;
  - Четыре 12,7-мм зенитных пулемёта;
- Радиолокационное вооружение
  - РЛС обнаружения воздушных целей «Гюйс-1Б»[8];
  - Гидроакустическая станции (ГАС) УЗПС и УЗПН.

## Командиры
- капитан 2-го ранга Бобровников, Павел Андреевич[9]